# Dema Kovalenko
Dmytro "Dema" Kovalenko (Kiev, 28 de agosto de 1977) é um futebolista ucraniano que atua como meio-campista.
Atualmente joga no Los Angeles Galaxy, da MLS.